# Abraxas exquisitaaenae
Abraxas exquisitaaenae là một loài bướm đêm trong họ Geometridae.